# The Caves
The Caves – miasto w Australii, w stanie Queensland. W 2016 było zamieszkiwane przez 398 mieszkańców.